# 新石狩大橋
新石狩大橋（しんいしかりおおはし）は、北海道江別市の石狩川に架かる国道275号にある橋。

## 概要
石狩川河口から4番目の橋であり、上流側には石狩大橋が、下流側には札沼線の鉄道橋、札幌大橋と石狩河口橋が架かっている。
橋梁と前後区間3.5 kmは「江別北道路」として2023年（令和5年）8月8日に4車線化された。

## 諸元

### 現橋（札幌方面行き）
- 種別 - 鋼道路橋
- 形式 - 鋼連続合成桁・吊桁・鋼バランストランガー
- 橋長 - 917.8 m
- 幅員 - 8.0 m（歩道なし）
- 完成年度 - 1968年（昭和43年）

### 新橋（当別方面行き）
- 種別 - 鋼道路橋
- 形式 - 5径間連続合成鈑桁橋・4径間連続鋼床版箱桁橋・4径間連続合成鈑桁橋
- 橋長 - 919 m
- 幅員 - 9.0 m（車道7.0 m + 歩道2.0 m）
- 完成年度 ｰ 2022年（令和4年）8月